# Slagtofta
Slagtofta är en bebyggelse strax nordost om tätorten Hörby i Hörby kommun. Mellan 2015 och 2020 avgränsade SCB här en småort.